# Milord

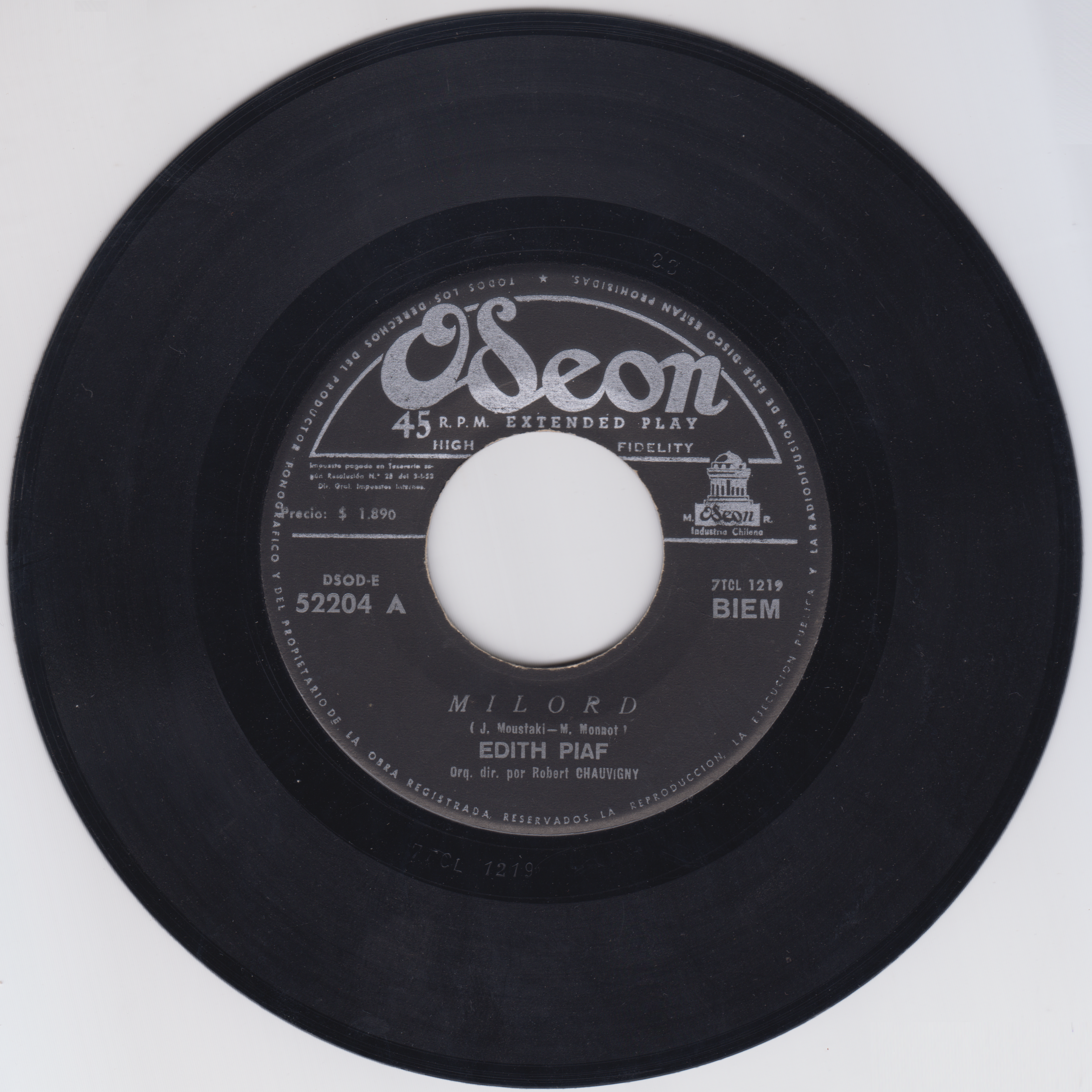
Chileense vinyl ep van het lied.

"Milord"  is een lied geschreven als "Ombre de la Rue" in 1959 door Georges Moustaki (tekst) en Marguerite Monnot (muziek) en bekend geworden in de vertolking door Édith Piaf.
Het chanson verwoordt de gevoelens van een 'havenmeisje' dat verliefd wordt op een welgestelde upper-class Britse reiziger (ofwel "milord") die ze een aantal keren heeft zien lopen in de stad vergezeld van een mooie jonge vrouw. De zangeres voelt zich vervolgens slechts de 'schaduw van de straat'... (ombre de la rue).
In 1960 was het een nummer-1 hit in Duitsland. Het lied is talloze keren gecoverd - al dan niet in vertaling (Duits, Italiaans, Engels).
De Nederlandstalige versie zoals vertolkt door Corry Brokken en Liesbeth List is vertaald door Willy van Hemert.
Dalida heeft het nummer zowel in het Italiaans, Engels en Duits gezongen. Het nummer werd vaker opnieuw uitgevoerd, zoals door Benny Hill in een theatervoorstelling en in 1966 door de Amerikaanse zangeres Cher.

## NPO Radio 2 Top 2000
| Nummer met noteringen in de NPO Radio 2 Top 2000 | '99 | '00  | '01  | '02  | '03  | '04  | '05  | '06  | '07 | '08  | '09 | '10  |
| ------------------------------------------------ | --- | ---- | ---- | ---- | ---- | ---- | ---- | ---- | --- | ---- | --- | ---- |
| Milord (Édith Piaf)                              | 859 | 1339 | 1404 | 1859 | 1173 | 1549 | 1448 | 1489 | 944 | 1254 | -   | 1775 |

1. ↑  Een '-' betekent dat het nummer niet was genoteerd en een vetgedrukt getal geeft de hoogste notering aan.
2. ↑  Deze tabel is bijgewerkt tot en met de laatste editie (2024).